# Prends pas ton flingue (chanson)
Singles de Trust
L'Élite
(1980)
Pour le best-of du même nom de Trust, voir Prends pas ton flingue.
Prends pas ton flingue est le premier single du groupe de hard rock français Trust, enregistré fin octobre à début novembre 1977 aux Studios Pathé et paru le 9 janvier 1978.
Le single a connu deux éditions : la première, tirée entre 2 000 à 3 000 exemplaires et la seconde, où le titre de la chanson de la face B, Paris By Night (Love At First Feel), est orthographié Paris By Night (Love At First Field).